# Ligusticum canbyi
Ligusticum canbyi är en flockblommig växtart som beskrevs av John Merle Coulter och Joseph Nelson Rose. Ligusticum canbyi ingår i släktet strandlokor, och familjen flockblommiga växter. Inga underarter finns listade i Catalogue of Life.

## Bildgalleri

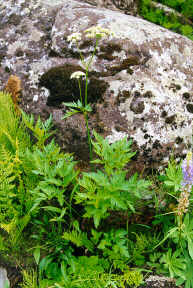